# Morophaga clonodes
Morophaga clonodes là một loài bướm đêm thuộc họ Tineidae. Loài này có ở miền đông Úc, from Cape York to Sydney.
Con trưởng thành có một đôi cánh lốm đốm sáng và bóng tối màu nâu xám trên cánh trước, cánh sau màu nâu.
Ấu trùng đục thân cây nấm phát triển trên cây trong rừng. Sự hóa nhộng diễn ra trong các kén.